# 愛の奇蹟 ドクターノーマン物語
『愛の奇蹟 ドクターノーマン物語』（あいのきせき ドクターノーマンものがたり）は、1982年12月24日に、テレビ朝日系列（ただし一部系列局除く）で放送されたテレビアニメ特番である。

## 解説
「クリスマス・テレビ・スペシャル」という特番枠のプログラムのひとつとして放送された。この枠では、従来人形アニメーションを放送していたが、この年初めてセルアニメを放送した。
『J9シリーズ』で知られる国際映画社唯一の単発アニメで、更に、『亜空大作戦スラングル』より1ヶ月前に開始したテレビ朝日・国際映画社作品である。

## 放送時間
- 金曜15:00 - 16:25（JST）

## あらすじ
優秀な外科医のオッペンハイマーは交通事故を起こし子供の命を奪ってから、ノーマンという偽名を使いスラム街で自堕落な生活を送るようになる。一方、刑事ギャバンはこの事故の犯人探しをしていた。
そんな中オッペンハイマー(=ノーマン)はスラム街の地上げが行われると知り、行動を起こすが・・・。

## スタッフ
- 監督 - 案納正美
- 企画 - 山本優
- プロデューサー - 山本優
- 作画監督 - 野部駿夫
- キャラクターデザイン - 天野嘉孝
- アニメーション制作 - 東映動画
- 制作 - テレビ朝日、国際映画社

## 声の出演
- 岩崎信忠
- 池田昌子
- 藤田淑子
- 松島みのり

他

## 主題歌
- オープニングテーマ - 「サニタ・ヴィーダ」
  - 原詩 - 山本優
  - 作詞 - スージー・キム
  - 作曲 - 上田力
  - 編曲・歌 - スージー・キム

## ビデオソフト
1984年に東芝映像ソフトからVHSとベータのビデオソフトが発売された。ビデオはその後一切再発売されておらず、BD・DVD化も行われていない。